# Fatou Djibo

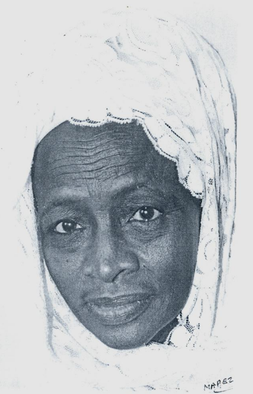
Fatou Djibo

Fatou Yacouba Djibo (* 27. April 1927 in Téra; † 6. April 2016 in Niamey; geborene Fadima Hassane Diallo) war eine nigrische Frauenrechtlerin.

## Leben
Fatou Djibos Vater war ein traditioneller Herrscher, der von der französischen Kolonialverwaltung als Distriktleiter von Téra eingesetzt wurde. In einem damals ungewöhnlichen Schritt schickte er seine Tochter, als diese sieben Jahre alt war, auf die soeben eröffnete Grundschule von Téra. Fatou Djibo war eines der ersten Mädchen aus Niger, das eine Schule besuchte. Sie setzte ihre Ausbildung an der höheren Grundschule in der Hauptstadt Niamey und schließlich an der Lehrerbildungsanstalt École normale de Rufisque in Senegal fort. Diese schloss sie 1946 mit Auszeichnung ab. Im selben Jahr heiratete sie den Lehrer Djibo Yacouba. Sie bekam acht Kinder.
Fatou Djibo arbeitete von 1946 bis 1966 als Grundschullehrerin, anfangs in Fada N’Gourma und später in Maradi, Zinder, Tillabéri und Niamey. Sie war 1954 die erste Autofahrerin Nigers. Djibo gründete 1959 die Frauenorganisation Union des Femmes du Niger (UFN), der sie jahrelang als Präsidentin vorstand. Sie war während der Ersten Republik (1960–1974) für die Anliegen der Frauen Nigers das Gesicht in der Öffentlichkeit. Sie argumentierte, dass die Entwicklung eines Landes nicht vollständig sein könne ohne Frauenemanzipation und dass die Herabsetzung und Erniedrigung von Frauen durch entsprechende Gesetze beendet werden müsse. Zugleich sah sie die primäre Aufgabe der nigrischen Frau als Erzieherin der Bürger der Zukunft. Fatou Djibo folgte ihrem Mann nach Brüssel, als dieser 1966 zum Botschafter ernannt wurde. Nach dessen Tod 1968 kehrte sie nach Niger zurück, wo sie nunmehr als Schatzmeisterin der Schule Lycée Kassaï in Niamey tätig war. Im Jahr 1971 wurde sie ferner stellvertretende Schatzmeisterin der Gewerkschaft Union Nationale des Travailleurs du Niger (UNTN).
Djibo ging 1983 in den Ruhestand und betätigte sich im Alter weiterhin für Gewerkschaften, beim Roten Kreuz und in weiteren Organisationen. Sie wurde auf dem Muslimischen Friedhof von Yantala bestattet.